# Tetraloniella pomonae
Tetraloniella pomonae is een vliesvleugelig insect uit de familie bijen en hommels (Apidae). De wetenschappelijke naam van de soort is voor het eerst geldig gepubliceerd in 1915 door Cockerell.